# Tarachodes saussurei
Tarachodes saussurei är en bönsyrseart som beskrevs av Giglio-Tos 1911. Tarachodes saussurei ingår i släktet Tarachodes och familjen Tarachodidae. Inga underarter finns listade i Catalogue of Life.